# Les Jeux de l'amour et de la mort
Cet article possède des paronymes, voir Les Jeux de l'amour et de la guerre et Le Jeu de l'amour et du hasard.
Les Jeux de l'amour et de la mort est le premier roman policier de Fred Vargas, paru en 1986.

## Résumé
Tom est un jeune artiste peintre qui caresse un rêve : accéder à la gloire. Avec beaucoup d'habileté, il parvient à se faire inviter à un cocktail très sélect organisé à Paris par un mécène en l'honneur de Gaylor, star incontestée de la peinture contemporaine. 
Comme Gaylor est adulé de tous, Tom veut lui soumettre son travail, voire obtenir son soutien. Hélas, lors de cette soirée qui devrait lui ouvrir toutes les portes, Tom joue de malchance : non seulement il n'arrive pas à s'approcher du grand homme mais, s'introduisant comme un voleur dans le bureau du génie, il tombe sur un cadavre.
Pour corser l'affaire, le mort porte la cape de Gaylor, vêtement reconnaissable entre tous. Y a-t-il eu méprise ? Pas facile d'être un artiste reconnu, surtout quand la police est convaincue de votre culpabilité.

## Récompense
Pour ce roman, Fred Vargas reçoit le prix du festival de Cognac en 1986.

## Éditions
- Librairie des Champs-Élysées, coll. « Le Masque » no 1827, 1986  (ISBN 2-7024-1698-5)
- Éditions du Masque, coll. « Masque poche » no 6, 2012,  (ISBN 978-2-7024-3832-9)